# 萊米希內
50°19′47″N 35°43′27″E / 50.32972°N 35.72417°E
萊米什奇內（羅馬化：Lemishchyne）是位於烏克蘭東部的村莊，由哈爾科夫州博霍杜希夫區的佐洛奇夫市鎮負責管轄。該村面積0.79平方公里，海拔高度163米，2001年人口157，人口密度每平方公里198.2人。